# هاليفاكس
هالي فاكْس (بالإنجليزية: Halifax)، هي عاصمة وأكبر بلدية من حيث عدد السكان في مقاطعة نوفا سكوشا الكندية، كما أنها أكثر البلديات اكتظاظًا بالسكان في منطقة كندا الأطلسية [الإنجليزية]. ووفقًا لتقديرات عام 2024، بلغ عدد سكان منطقة هالي فاكْس الحضرية الكبرى حوالي 530,167 نسمة، منهم 348,634 نسمة في المنطقة الحضرية نفسها. تتكون البلدية الإقليمية من أربع بلديات سابقة تم دمجها في عام 1996، وهي: هالي فاكْس، دارتموث، بيدفورد، ومقاطعة هالي فاكْس.
تعتبر هالي فاكْس مركزًا اقتصاديًا مهمًا في كندا الأطلسية، حيث تضم عددًا كبيرًا من مكاتب الحكومة والشركات الخاصة. من بين أبرز أصحاب العمل هناك وزارة الدفاع الوطني، وجامعة دالهوزي، وهيئة الصحة في نوفا سكوشا، وجامعة سانت ماري، وحوض بناء السفن في هالي فاكْس، ومستويات مختلفة من الحكومة، بالإضافة إلى ميناء هالي فاكْس. كما توجد في المناطق الريفية التابعة للبلدية صناعات تعتمد على الموارد الطبيعية مثل الزراعة، الصيد، التعدين، الغابات، واستخراج الغاز الطبيعي.

## توأمة
لهاليفاكس اتفاقيات توأمة مع كل من:
- هاكوداته
- نورفولك
- كامبيتشي
- آخن (1979 - )

## أعلام
- سارة مكلاكلان
- تشارلس هوغنس
- انتحار ريهتيه بارسونز
- إلين بيج
- تايلور ميتشيل
- آزوولد إيفري

## وصلات خارجية
- الموقع الرسمي للمدينة